# Ultra T
Ultra-T (Actualizador en España) es un personaje de la primera temporada de la serie Ben 10 de la raza Mechomorph Galvanizado del planeta Galvan B. Ultra-T es uno de los 10 aliens iniciales, en la presentación de la serie ocupa el lugar número 5. Apareció por primera vez deteniendo un asalto en el Episodio Visitando a los Viejos, cuenta con la voz de Tara Strong en el reparto original, contando con la misma voz de Ben y Benlobo.

## Etimología
Su nombre en español se divide en «Ultra» que significa «Gran» y «T» que significa «Tecnología» o «Tennyson», aunque es más aceptable el «Tecnología». En conclusión el significado es «Gran Tecnología». Su nombre en inglés Upgrade significa «actualizar» en español que es lo que hace con la tecnología.

## Características y uso
Ultra T es la única forma donde la voz de Ben no cambia, aparte del tono automatizado detrás de ella. Su piel es de metal negra con un diagrama verde que simula los circuitos contienen los Chips de artefactos tecnológicos. También tiene una parte de su cuerpo blanca que podría ser la adaptación a la ropa de Ben, ya que en Fuerza Alienígena se muestra su verdadera piel, tiene un ojo redondo por el cual dispara rayos de plasma y cuando cambia de emociones cambia a formas parecidas a semicirculos. Es posible que Ultra-T no cambie en el futuro ya que cuando Max obtiene el Omnitrix no cambia nada (siendo que max es más viejo que Ben).
Ben lo usa repentinamente por errores de transformación actualizando mayormente las máquinas que posee para usarlas como guerreros de Batalla. Luego del Episodio Trampa para Turistas descubre que puede disparar, también lo ocupa para caer como un paracaídas y como baba que pasa por cualquier parte, en este ámbito en Fuerza alienígena es reemplazado por Goop.
Es el Alien en el que se centra el episodio El Juego Terminó, ya que hace que Ben y Gwen entren en el juego del sumo samurái, haciendo desaparecer a los aliens del Omnitrix incluyéndose, y deben encontrarlo para salir del Juego.

## Ventajas y Desventajas
Habilidades
- Pueden combinarse con tecnología y controlarla.
- Puede mejorar tecnología, dándole mejores capacidades de su diseño original mientras lo este poseyendo.
- Puede lanzar rayos de plasma de su "ojo".
- Puede estirar su cuerpo hasta cierto punto, permitiendo que se deslice o que flote como un o un paracaídas.
- Puede convertirse en un líquido, concediéndole inmunidad a las armas del proyectil.
- Puede pasar a través de superficies metálicas.
- Puede sobrevivir en el vacío espacial.
- Puede crear desde su cuerpo pequeños organismos parecidos a ship.

Debilidades
- Los ácidos y los metales corrosivos pueden disolver a Ultra T.
- Puesto que Ultra T se compone de metal, los ataques eléctricos son más eficaces.
- Los pulsos electromagnéticos pueden hacerlo inútil.

## Ben 10 Fuerza Alienígena
Este alienígena está propuesto a ser revelado en la 3.ª temporada.
Cambios:
- La parte Blanca de su cuerpo es verde con un diagrama negro siguiendo al verde habitual.
- También tiene el diagrama por la parte trasera de su ojo.
- Es más alto.

Algunos fanes Lo llamaban BenChip por parecerse o ser de la misma especie del dueño de Ship, olvidando que Azmuth devolvió a Ben todos sus antiguos aliens.
- Datos: Q3906809